# Miky Mora
Miky Mora je slovenský raper, který účinkoval ve skupině Druhá strana, která ale zanikla a Miky Mora začal rappovat sám nebo ve featuringu, například s Rytmusem. Je majitelem nahrávacího studia 100ka. Miky Mora se vyznačuje skákavým až elektricky hlubokým hlasem.

## Diskografie

### Druhá Strana
- 2004 – Zápalka (trojsingel) (Hudba z dola)
- 2006 – Výpoveď otom čojetu videť (JK Records)
- 2007 – DUO (HIP-HOP.sk / EMI)
- 2014 – Synusojda

### Sólová alba
- 2006 Moraton
- 2008 20.08 HUDBA Z HORA [3]
- 2012 Miky Mora & Peter Pann – Rep
- 2013 Miky Mora & Peter Pann – Rep vol. 2
- 2015 Diktátor
- 2017 Illegal Mixtejp
- 2019 E.P 100%
- 2020 Multi

### Ostatní
(seznam obsahuje i skladby, na kterých se podílel jako host)
- 1999 – Druhá Strana – A Prečo Nie
- 2001 – Druhá Strana – Začiatok Konca
- 2003 – Druhá Strana – Tutovka
- 2003 – Druhá Strana – Ciel Útoku
- 2004 – Miky Mora – Jebatelné Myšlienky (+ Moloch Vlavo)
- 2004 – Druhá Strana – ReProdukcia
- 2005 – Miky Mora – Ženačovšetkojebem RMX (+ Moloch Vlavo)
- 2005 – Drvivá Menšina – Tak Jak Na To (+ Druhá Strana, AMO)
- 2006 – Miky Mora – Po-Po (+ Moloch Vlavo, Jedno Agresívne Oko)
- 2006 – Miky Mora – Pál Do Piče (+ Moloch Vlavo)
- 2006 – Rytmus – Ivan T. Z Prešova (+ Druhá Strana, Ego)
- 2006 – Druhá Strana – Lov
- 2007 – L.U.Z.A. – Petržalka (+ Druhá Strana)